# فيليب سيمون
فيليب سيمون (بالألمانية: Philipp Simon)‏ (10 يناير 1994 في ألمانيا - ) هو لاعب كرة قدم ألماني في مركز الوسط. لعب مع ألمانيا آخن و وBorussia Freialdenhoven ‏.

## وصلات خارجية
- فيليب سيمون على موقع قاعدة بيانات كرة القدم.إي يو (الإنجليزية)